# 北方大道 (葉里溫)
北方大道（羅馬化：Hyusisayin poghota）是位於亞美尼亞首都埃里溫的步行街，長450米，寬27米，於2007年開放。北方大道位於葉里溫市區的肯特隆區，串聯了葉里溫最主要的兩個廣場自由廣場與共和國廣場，同時該道路也市內的重要商業中心，匯聚了許多豪華住宅、高檔品牌商店、商辦、咖啡店、酒店、餐廳和夜總會。

## 歷史
該道路最早於1924年即由建築師亚历山大·塔马尼扬所規劃，但實際計劃在蘇聯時期從未實施，蘇聯解體十年後，埃里溫市議會決定著手建設這條大道。大道的建設於2002年3月2日開始，基於塔马尼扬的原始計劃，該計劃由建築師納雷克·薩爾基揚（Narek Sargsyan）開發和重新設計。
大道的正式落成於2007年11月16日，並在2014年進行了全面翻新，2層的停車場被部分改造成地下購物中心。2019年3月，為慶祝歐洲委員會成立70週年，北方大道的一段被劃為歐洲廣場。

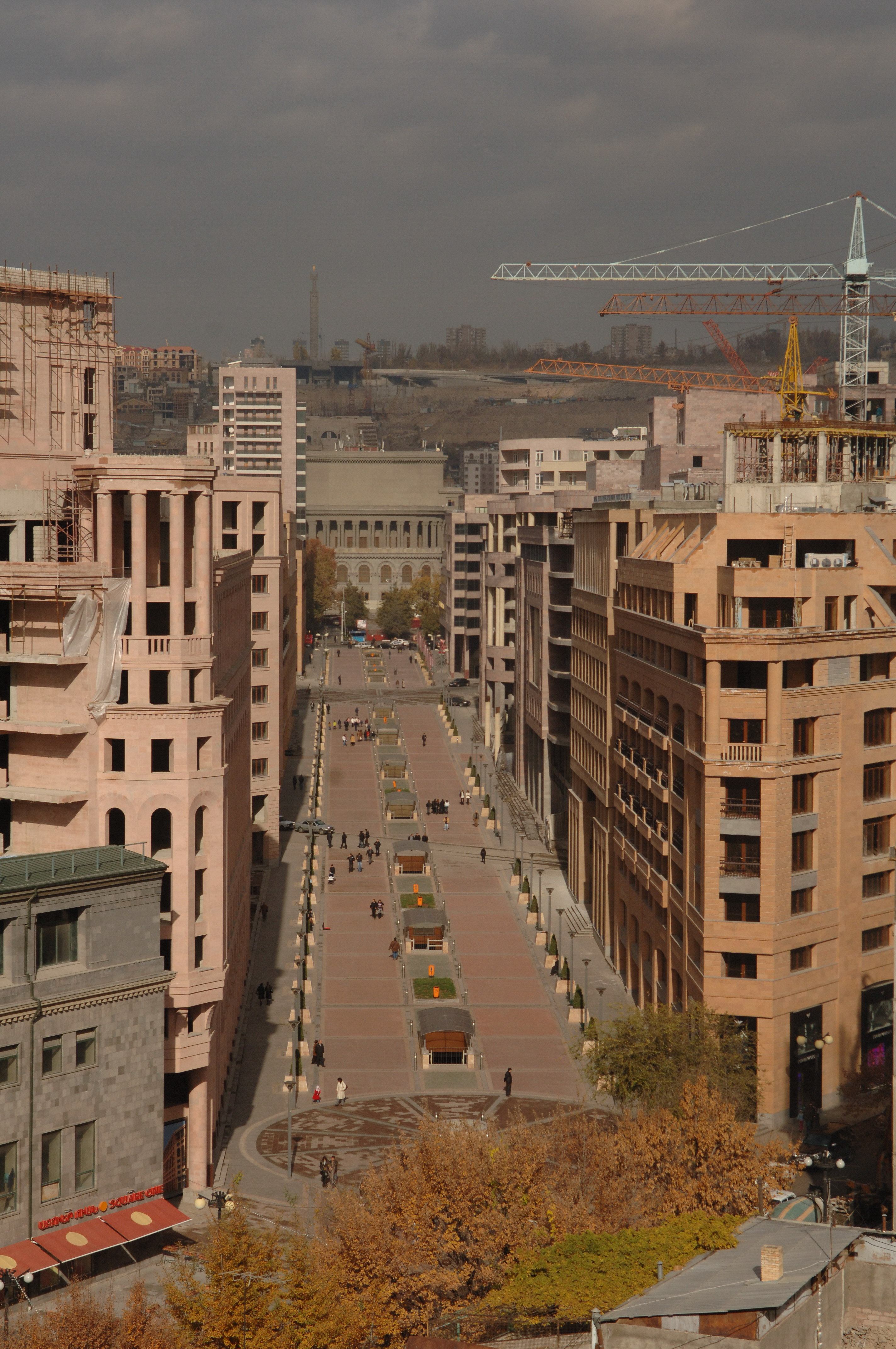
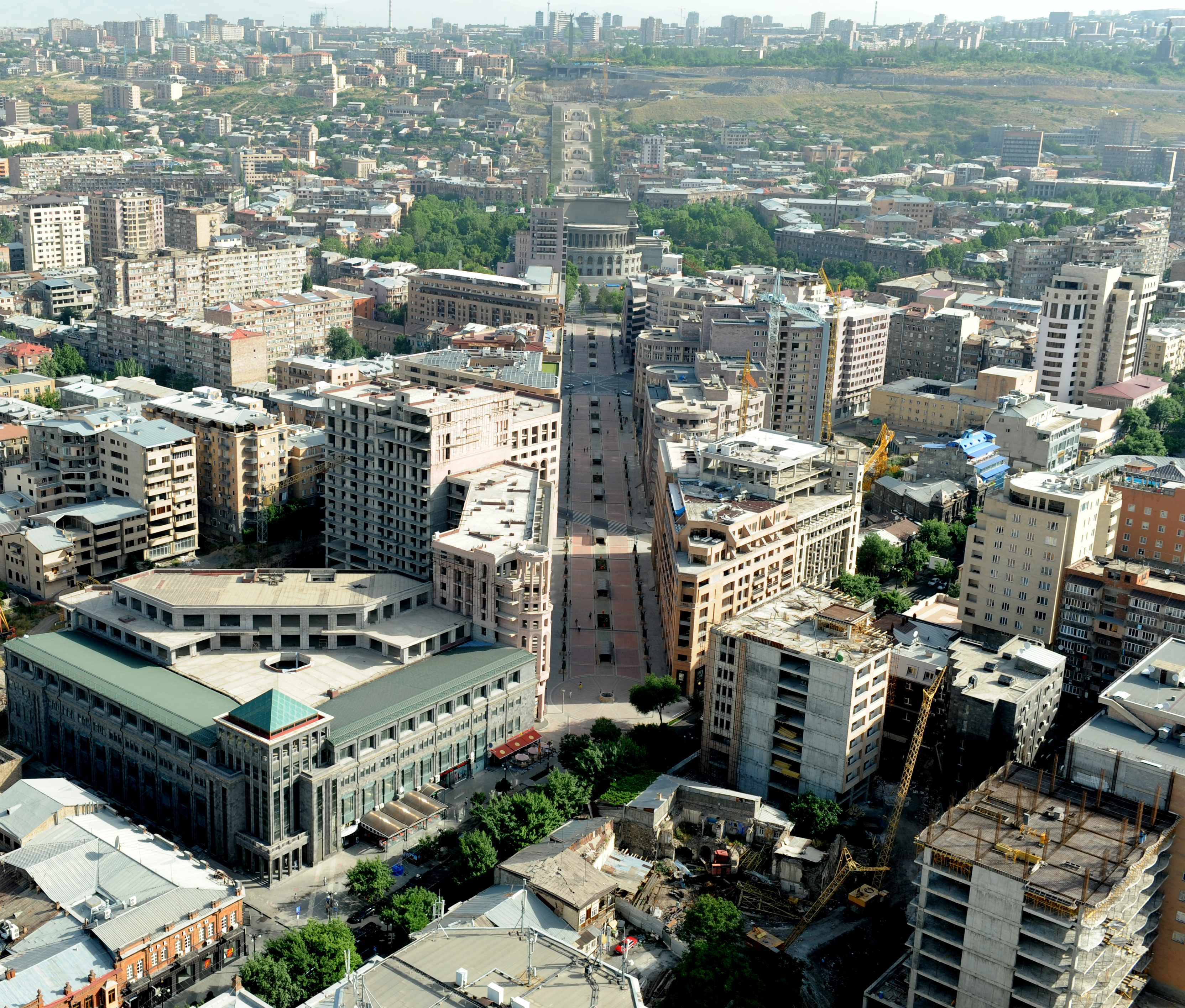
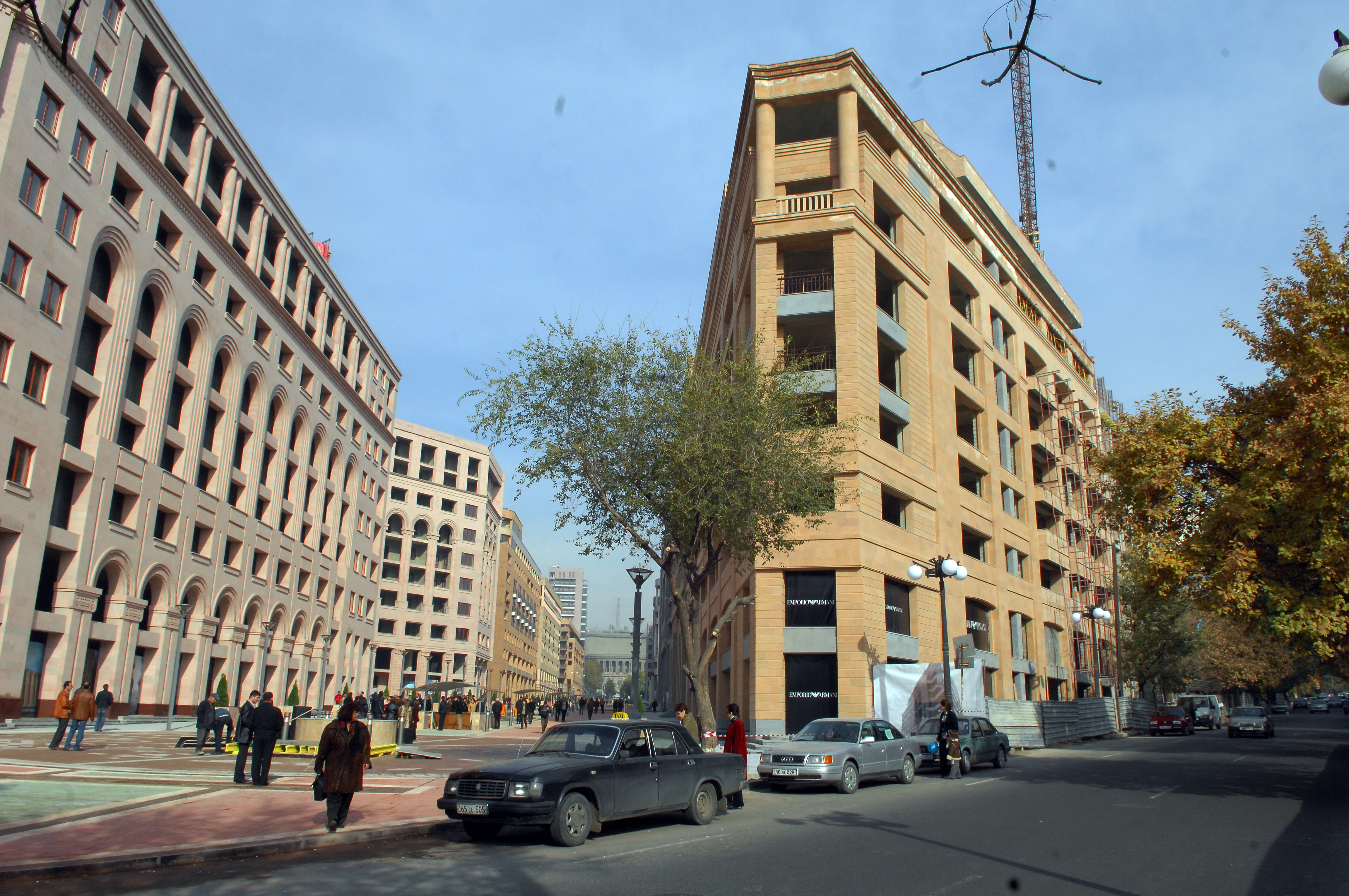
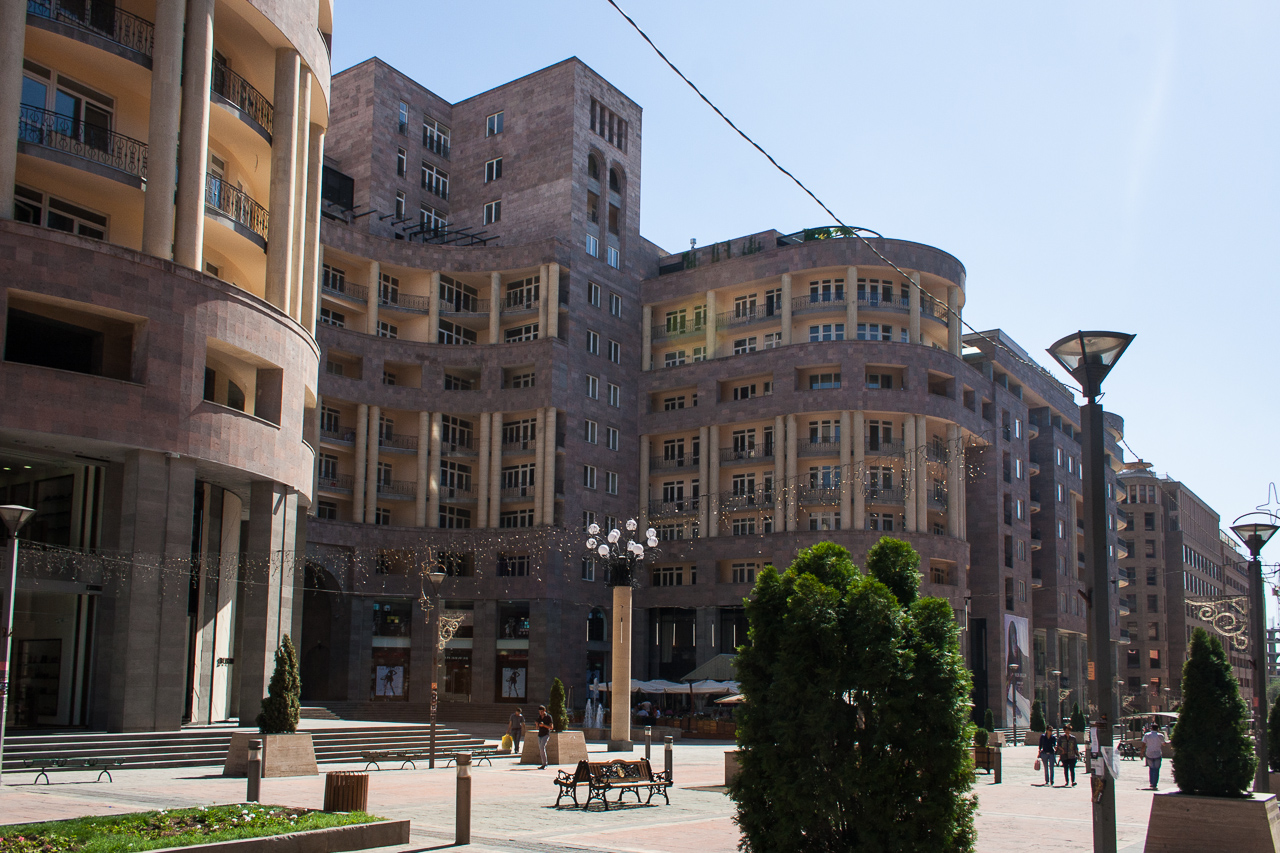
北方大道中心
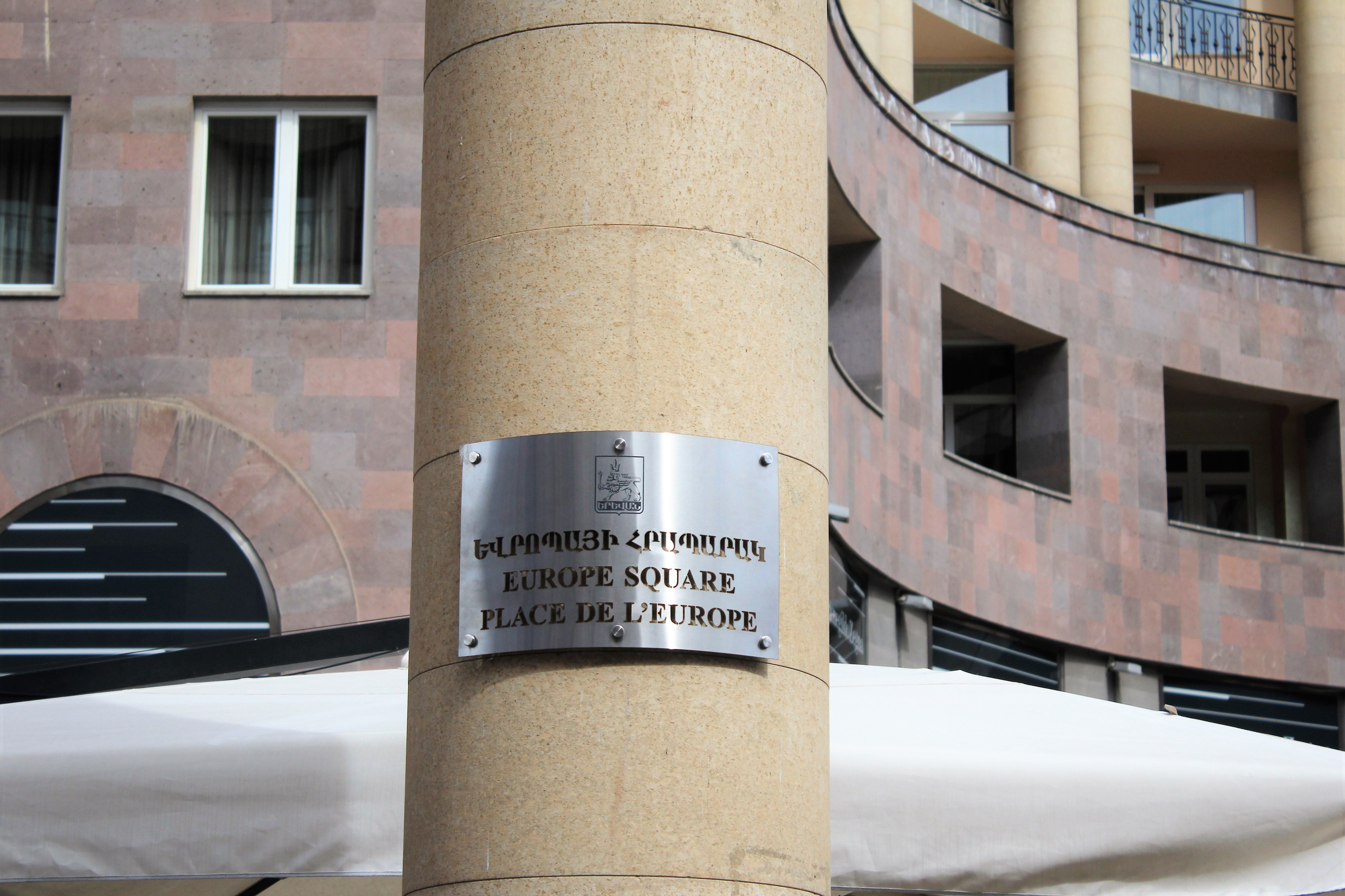
歐洲廣場的標示